# Qi Benyu
Qi Benyu, född 1931 i Weihai i provinsen Shandong, död 20 april 2016 i Shanghai, var en kinesisk kommunistisk politiker som är mest känd för sin roll under de två första åren av kulturrevolutionen (1966-76).
Han härstammade från Weihai i Shandong och gick med i Kinas kommunistiska parti 1949. Han tilldrog sig Mao Zedongs uppmärksamhet 1963 på grund av en essä som han författat, varefter han blev nära allierad till Maos hustru Jiang Qing.
När kulturrevolutionen bröt ut sommaren 1966 valdes han in i "centralgruppen för kulturrevolutionen", som formellt lydde under politbyråns ständiga utskott och som skulle leda den nya kampanjen. Gruppen leddes av Chen Boda, Kang Sheng och Jiang Qing. I januari 1968 rensades han ut som "ultravänster" och 1983 dömdes han till fängelse för sin roll under kulturrevolutionen. Han släpptes fri 1986 och levde ett tillbakadraget liv i Shanghai fram till sin död.